# Leopoldia gussonei
Il giacinto dal pennacchio di Gussone (Leopoldia gussonei Parl., 1857) è una pianta bulbosa della famiglia delle Asparagaceae, presente solo in Sicilia, in alcune aree del golfo di Gela che conservano l'habitat retrodunale vicino alle coste.

## Descrizione
Presenta una fioritura primaverile caratterizzata da piccoli fiori gialli.

## Distribuzione e habitat
L'areale di L. gussonei, un tempo ampiamente diffusa nelle provincie di Ragusa e Caltanissetta, è attualmente ristretto a sette località della Sicilia sud-orientale: quattro nei pressi di Gela (Poggio Arena, Santa Lucia, Biviere di Gela e Contrada Mignechi) e tre nei pressi di Vittoria (Passo Marinaro, Cava Randello, Riserva naturale del Pino d'Aleppo).
È specie tipica degli habitat retrodunali dei litorali sabbiosi, su substrati compatti, al riparo dai venti.

## Conservazione
La Lista rossa IUCN classifica Leopoldia gussonei come specie in pericolo di estinzione (Endangered). Il numero di esemplari di Leopoldia gussonei si è notevolmente ridotto negli ultimi decenni a causa della rarefazione del suo habitat, minacciato dalle strutture serricole e dall'eccessiva urbanizzazione costiera. Per questo Leopoldia gussonei è inserita nell'allegato II della Direttiva 92/43/EEC, Direttiva Habitat, come specie prioritaria di conservazione, è ricompresa nella Lista Rossa IUCN della Flora Italiana nella categoria Endangered, cioè a rischio di estinzione, ed è inserita nella lista delle specie protette della  “Convenzione per la conservazione della vita selvatica e dei suoi biotopi in Europa”, anche nota come Convenzione di Berna.